# Ex factis jus oritur
Ex factis jus oritur (em latim: a lei surge dos fatos) é um princípio do direito internacional. A frase é baseada na simples noção de que certas conseqüências jurídicas estão associadas a fatos específicos. Seu princípio rival é o ex injuria jus non oritur, no qual atos injustos não podem criar leis.